# Santa Maria de Fondarella
Santa Maria de Fondarella és un monument del municipi de Fondarella (Pla d'Urgell) inclòs en l'Inventari del Patrimoni Arquitectònic de Catalunya.

## Descripció
Església senzilla d'una nau que fa de final d'una agrupació de cases en filera. D'origen romànic, reformat al segle xv, amb façana simple de portal dovellat i campanar de paret amb tres obertures, dins una línia que recorda Sant Martí dels Alamús. L'interior és de petites dimensions; tres naus, la central més ample amb coberta de canó rebaixat i arcs de reforç. Absis semicircular.

## Història
De la primitiva església queda únicament la façana amb un acabament en espadanya concebuda gòticament com a contrafort. El primer temple sembla que data del segle xi, tot i que alguns elements com el tipus d'aparell, porta d'accés, llums, etc., denoten una configuració més moderna. Al segle xviii repararen el temple modificant elements arquitectònics però aprofitant l'estructura romànica anterior.
- 1774: reparació de la volta.
- 1816: reparació teulada, emblanquinat, reparació sagristia i cor nou.